# Buariki (Tarawa)
Pour les articles homonymes, voir Buariki.
Buariki est une île et une localité de l'atoll de Tarawa-Nord, dans les Kiribati.

## Géographie

Carte de l'atoll de Tarawa avec Buariki (non légendée) à l'extrême nord.

Buariki est située dans l'océan Pacifique, dans les îles Gilbert, dans l'extrême Nord de l'atoll de Tarawa. Elle est distante de 31 kilomètres de Tarawa-Sud, la capitale des Kiribati, située au sud et de 60 kilomètres de l'atoll de Marakei situé au Nord.
Basse, corallienne et couverte d'une importante végétation, Buariki est allongée selon un axe nord-sud. Son littoral, entièrement formé de plages de sable, est baigné par les eaux du lagon de l'atoll de Tarawa sur son côté Ouest.
Le plus grand village de l'île est le village de Buariki, dans le Nord de l'île.

## Histoire
Au cours de la Seconde Guerre mondiale, la dernière bataille de l'opération Galvanic, qui s'inscrit dans les campagnes du Pacifique, s'est déroulée sur Buariki. Le 26 novembre 1943, le 2e bataillon du 6e régiment de Marines des États-Unis combat les 156 militaires japonais qui se sont réfugiés sur Buariki après leur fuite de Betio. Les pertes sont totales du côté japonais car il n'y a aucun survivants dans leurs rangs tandis que 34 Américains sont tués et 56 sont blessés.

## Référence
- (en) Cet article est partiellement ou en totalité issu de l’article de Wikipédia en anglais intitulé « Buariki (Tarawa) » (voir la liste des auteurs).